# Sydney-J.A. Douglas McCurdy flygplats
Sydney är en flygplats i Kanada. Den ligger i den östra delen av landet, 1 200 km öster om huvudstaden Ottawa. Sydney ligger 61 meter över havet. Den ligger på ön Kap Bretonön.
Terrängen runt Sydney är platt. Runt Sydney är det ganska glesbefolkat, med 34 invånare per kvadratkilometer.. Närmaste större samhälle är Sydney, 10,8 km väster om Sydney. 
Omgivningarna runt Sydney är en mosaik av jordbruksmark och naturlig växtlighet.